# University of Trinity College

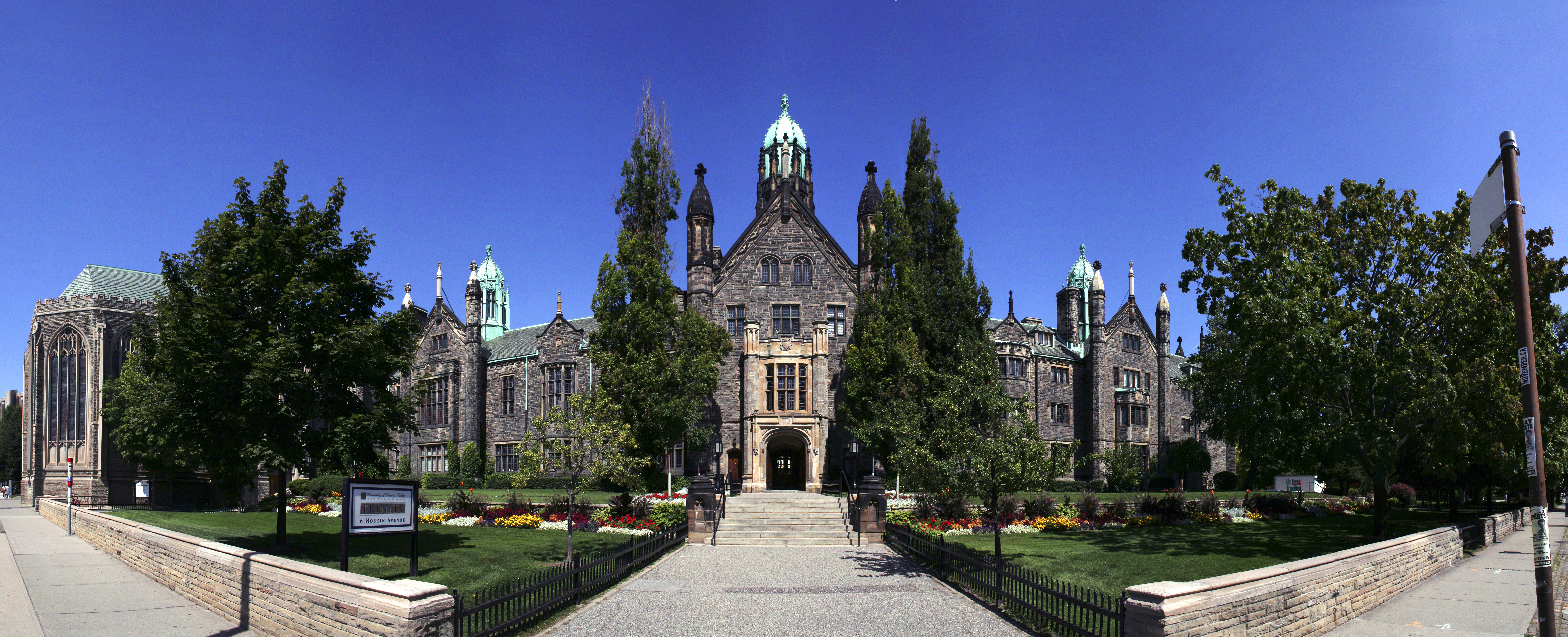
Historisches Hauptgebäude

Die University of Trinity College (kurz Trinity College) ist ein College der University of Toronto in Toronto, Ontario, Kanada.
Die Hochschule wurde 1827 durch den anglikanischen Bischof John Strachan als King's College gegründet und auch durch die Church of England geführt. 1849 wurde das College Teil der University of Toronto. 1851 erhielt die Hochschule einen unabhängigen Universitätsstatus durch Queen Victoria. 1852 wurde das anglikanische Diocesan Theological Institute integriert. Seit 1900 wurde wieder mit der University of Toronto zusammen gearbeitet.
Das College fokussiert mit den circa 2000 Studenten auf interdisziplinäre Studienangebote in Bereichen wie Ethik, Gesellschaft und Recht, Immunologie und internationale Beziehungen. Auf der Graduiertenebene sind Abschlüsse in Theologie möglich.

## Bekannte Alumni
- Adrienne Clarkson, Ehemalige Generalgouverneur von Kanada[3]
- Bill Graham, Politiker, späterer Kanzler der Universität[4]